# Cyclothyme stoornis
Een cyclothyme stoornis (onjuiste gebruikte benamingen zijn cyclodysthymie of cyclodysthemie) is een psychische aandoening die gekenmerkt wordt door wisselende stemmingen, waarbij hypomane episodes afgewisseld worden met periodes van uitputting met depressieve symptomen. 
Men spreekt van een hypomane episode wanneer er manische symptomen zijn, maar deze niet erg genoeg zijn om over een manie te spreken; bij hypomanie komen geen psychoses voor en is er geen duidelijke beperking in het functioneren. Symptomen die wel kunnen voorkomen zijn: grootheidsideeën, verminderde behoefte aan slaap, spraakzaamheid, verhoogde afleidbaarheid, toename van activiteit en zich meer bezighouden met aangename activiteiten met mogelijke nadelige gevolgen zoals gokken, promiscuïteit, middelengebruik en roekeloos gedrag. In de daaropvolgende periode van uitputting is de persoon een tijdlang uitgeput en zeer mismoedig en heeft dus depressieve symptomen, die niet voldoen aan de criteria voor een depressieve episode. De cyclothyme stoornis kan gezien worden als een lichte variant van de bipolaire  stoornis I, waarbij zowel manische als depressieve episodes voorkomen.
In het DSM-IV is de aandoening ingedeeld bij de (bipolaire) stemmingsstoornissen.

## Beroemde mensen met de stoornis
- Winston Churchill
- Stephen Fry